# Linné-Garten

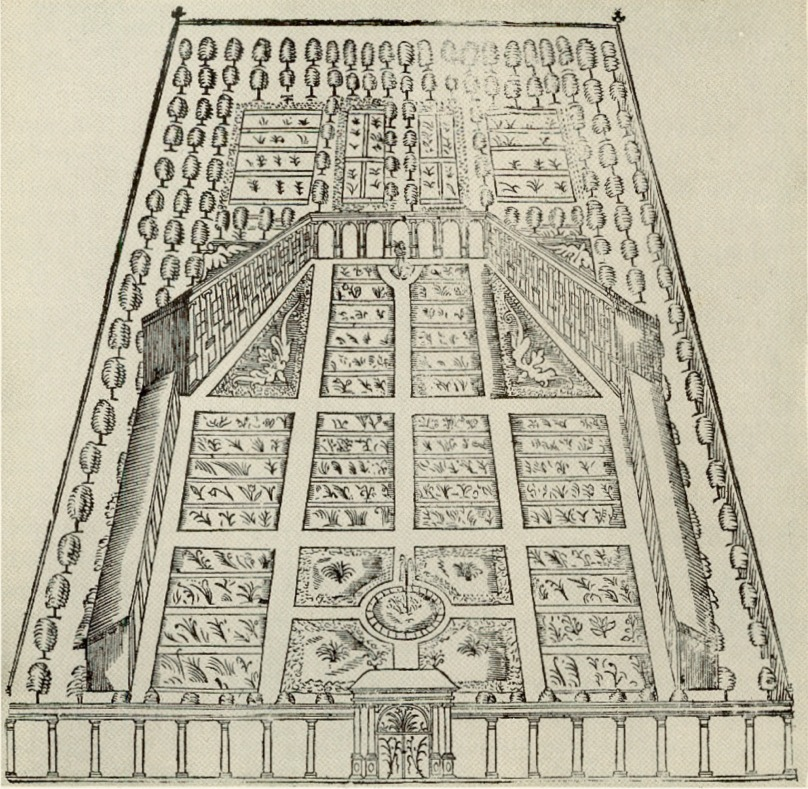
Rudbecks Entwurf für den Garten. Aus seinem Werk Atlantica von 1675.

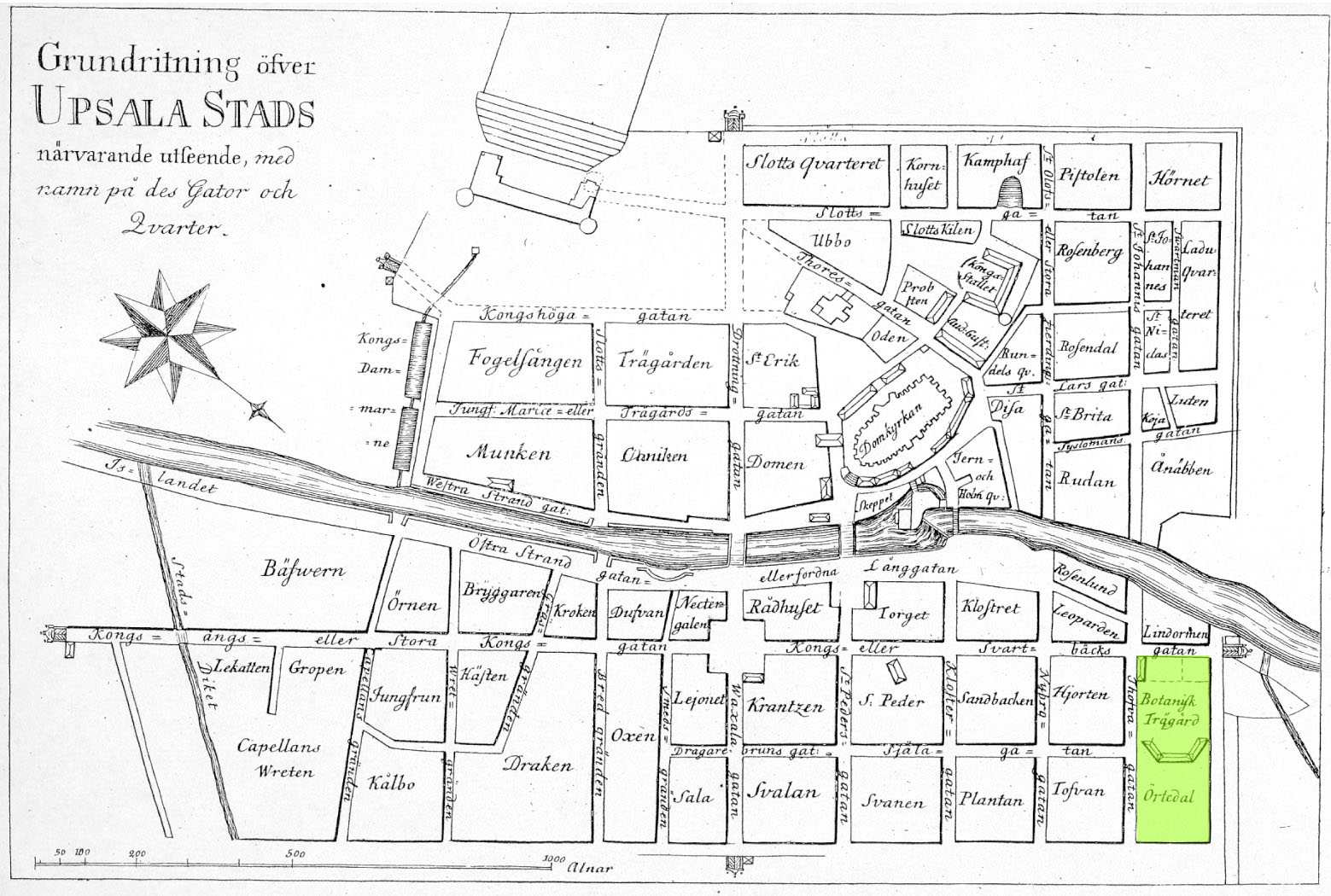
Lage des Linné-Gartens auf einem Stadtplan von 1770.

Der Linné-Garten (schwedisch: Linnéträdgården) ist der älteste botanische Garten in Schweden. Er gehört heute zur Universität Uppsala.

## Geschichte
Der Garten wurde 1655 in Uppsala von Olof Rudbeck dem Älteren nach dem Vorbild des Botanischen Gartens in Leiden angelegt und diente der medizinischen Ausbildung der Studenten der Universität. 1685 wurden dort ca. 1800 Pflanzen kultiviert. Das Feuer, das am 16. Mai 1702 große Teile von Uppsala zerstörte, verschonte auch den Garten nicht. Olof Rudbeck der Jüngere, der nach dem Tod Olof Rudbeck des Älteren die Leitung des Gartens übernommen hatte, konnte den Niedergang des Gartens nicht aufhalten. 1739 wuchsen hier nur noch 300 Pflanzen.
Im Oktober 1741 zog Carl von Linné nach Uppsala und wurde als Nachfolger von Olof Rudbeck dem Jüngeren auf dem Lehrstuhl für Medizin auch für den Garten verantwortlich. Linné ließ zuerst das auf dem Gelände befindliche Wohngebäude (es diente ihm bis zu seinem Tod als Wohnsitz) und die Gewächshäuser erneuern. Als Gärtner beschäftigte er den aus Deutschland stammenden Dietrich Nietzel (1703–1756), den er von seiner Zeit bei George Clifford III. auf Hartekamp kannte.
1745 beauftragte er den Architekten Carl Hårleman mit der Neuanlage des Gartens. Dieser sollte nach den Klassen und Ordnungen seines Sexualsystems der Pflanzen gestaltet werden. 1748 konnte Linné in seinem Werk Hortus Upsaliensis etwa 3000 verschiedene Pflanzenarten auflisten, die alle in „seinem“ Garten wuchsen.
Linnés Sohn erhielt 1759 die extra für ihn geschaffene Stelle des Demonstrators des Gartens und wurde später auch dessen Vorsteher.
1787 überließ König Gustav III. von Schweden den Garten des Schlosses von Uppsala der Universität für botanische Zwecke. Carl Peter Thunberg, zu dieser Zeit Direktor des Gartens, nutzte alles verwertbare Pflanzenmaterial am neuen Standort, und der alte Garten wurde bedeutungslos.

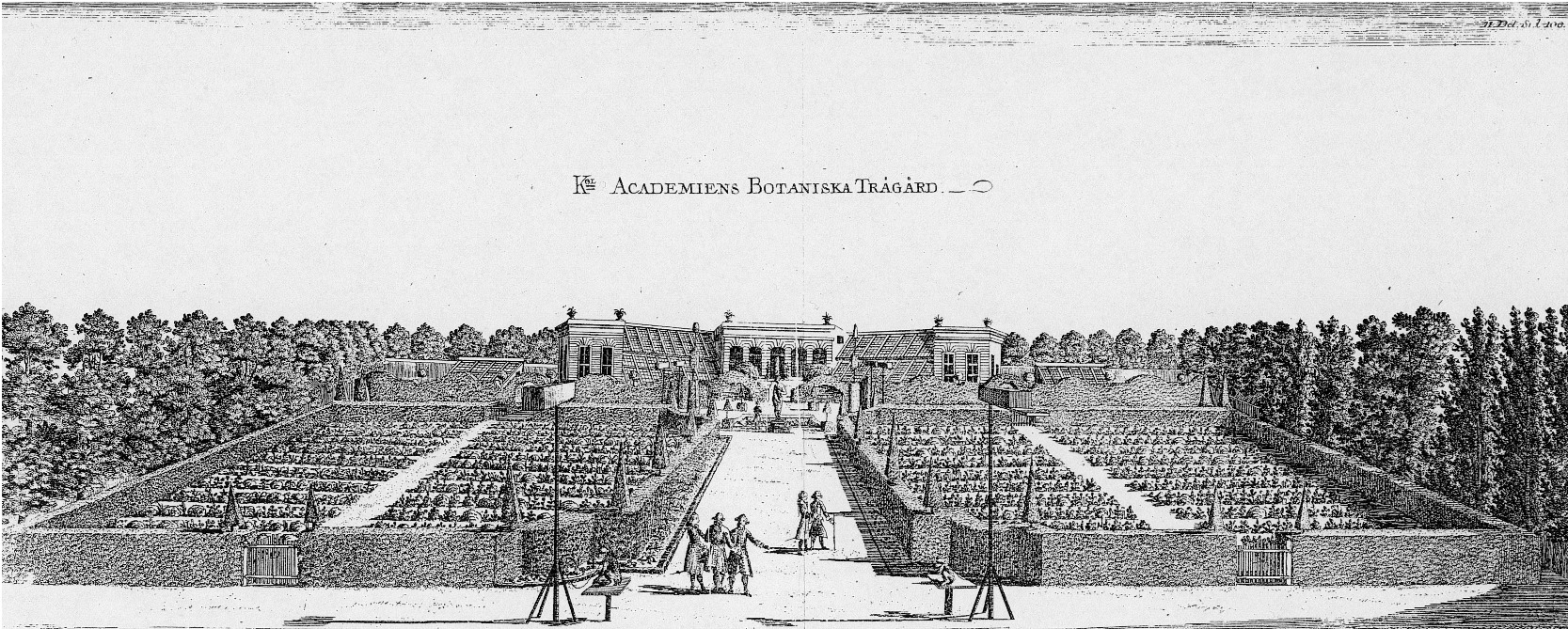
Stich von 1770 mit dem Linné-Garten.

## Rekonstruktion

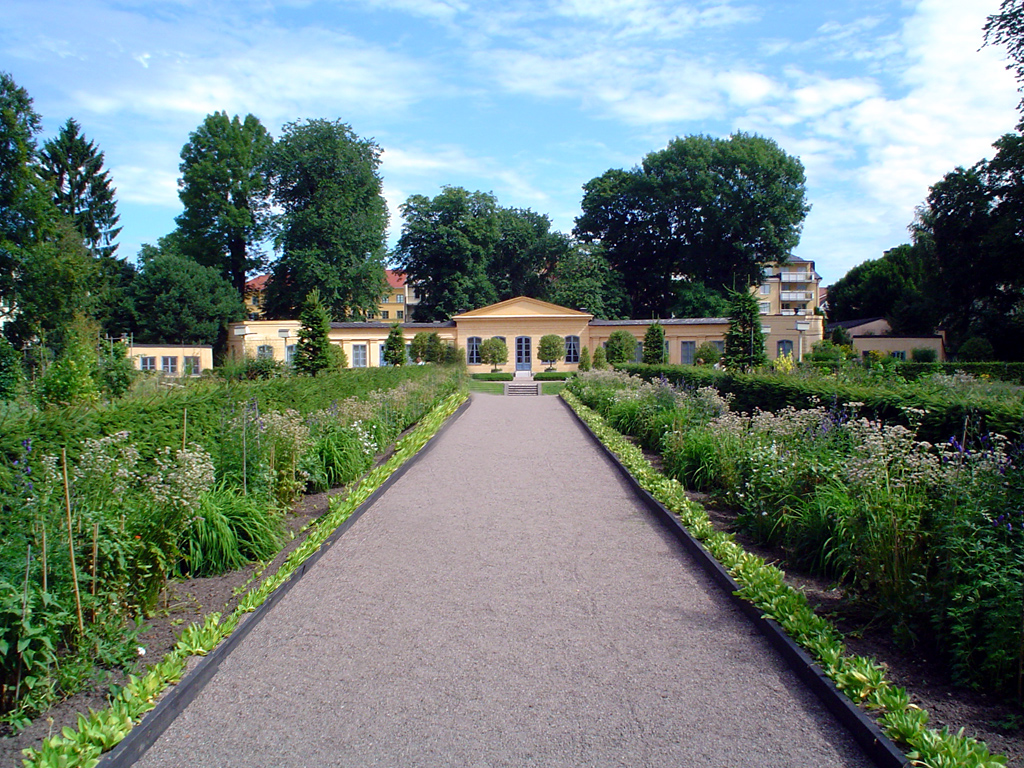
Der Linné-Garten heute.

1917 wurde das Gelände von der Schwedischen Linné-Gesellschaft gekauft und der Garten nach der detailgenauen Beschreibung in Linnés Hortus Upsaliensis neu angelegt. 1935 wurde der Garten als Byggnadsminne unter staatlichen Schutz gestellt. Heute wachsen hier ungefähr 1300 Arten und der Garten gehört der Universität Uppsala.